# Conrad Karl Röderer
Conrad Karl Röderer (ur. 12 lipca 1868 w Trogen, zm. 28 sierpnia 1928 w St. Gallen) – szwajcarski strzelec, dwukrotny mistrz olimpijski, wielokrotny medalista mistrzostw świata.

## Wyniki
Wystąpił tylko na jednych igrzyskach olimpijskich (w Paryżu w 1900 roku). Brał udział w dwóch konkurencjach, w których zdobył dwa złote medale. Zwyciężył w strzelaniu z pistoletu dowolnego z odl. 50 metrów, oraz w tej samej konkurencji w zmaganiach drużynowych.
Szwajcar zdobył w swojej karierze osiem medali mistrzostw świata, tylko jeden w konkurencji indywidualnej. Było to podczas igrzysk olimpijskich w Paryżu w 1900, które były jednocześnie zaliczane jako mistrzostwa świata (pistolet dowolny, 50 m). W tejże konkurencji, ustanowił swój jedyny rekord świata podczas zawodów mistrzowskich. Pozostałe siedem medali zdobył w drużynowym strzelaniu z pistoletu dowolnego z 50 metrów.

### Wyniki olimpijskie
| Igrzyska | Konkurencja                       | Wynik                                  | Miejsce   | Źródło |
| -------- | --------------------------------- | -------------------------------------- | --------- | ------ |
| IO 1900  | Pistolet dowolny, 50 m            | 503 punkty                             | 1 (na 20) | [ 3 ]  |
| IO 1900  | Pistolet dowolny, 50 m, drużynowo | 2271 punktów (druż), 503 punkty (ind.) | 1 (na 4)  | [ 4 ]  |

### Medale mistrzostw świata
Opracowano na podstawie materiałów źródłowych:
| Mistrzostwa   | Konkurencja                       | Wynik                                   | Miejsce |
| ------------- | --------------------------------- | --------------------------------------- | ------- |
| Paryż 1900    | Pistolet dowolny, 50 m            | 503 punkty                              | 1       |
| Paryż 1900    | Pistolet dowolny, 50 m, drużynowo | 2271 punktów (druż.), 503 punkty (ind.) | 1       |
| Lucerna 1901  | Pistolet dowolny, 50 m, drużynowo | 2159 punktów (drużynowo)                | 1       |
| Rzym 1902     | Pistolet dowolny, 50 m, drużynowo | 2187 punktów (drużynowo)                | 1       |
| Lyon 1904     | Pistolet dowolny, 50 m, drużynowo | 2333 punkty (drużynowo)                 | 1       |
| Mediolan 1906 | Pistolet dowolny, 50 m, drużynowo | 2422 punkty (drużynowo)                 | 2       |
| Hamburg 1909  | Pistolet dowolny, 50 m, drużynowo | 2450 punktów (drużynowo)                | 2       |
| Rzym 1911     | Pistolet dowolny, 50 m, drużynowo | 2425 punktów (drużynowo)                | 3       |